# Ohmi Railway

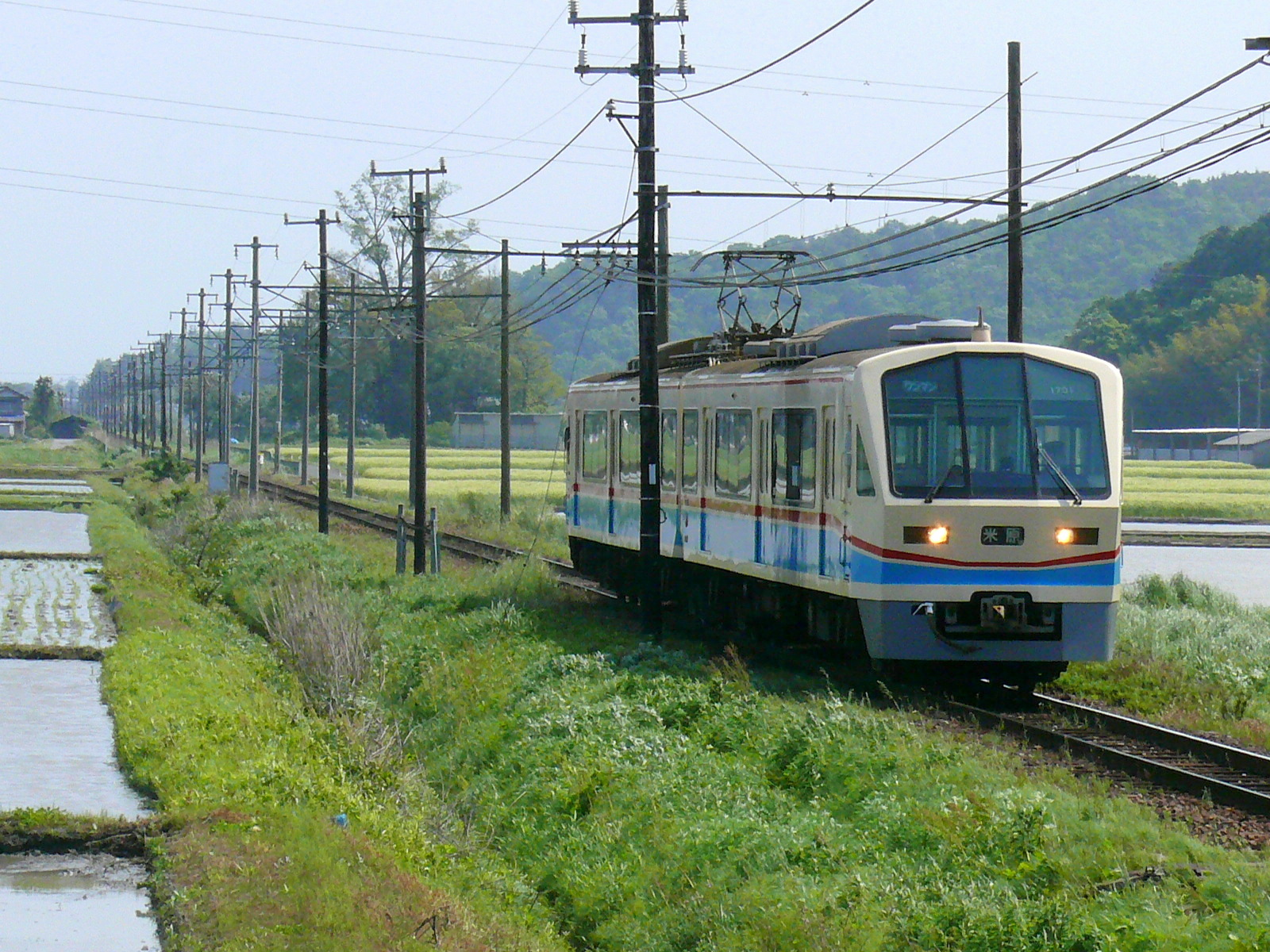
Série 700 chamado Akane

Ohmi Railway (japonês : 近江鉄道 Ōmi Tetsudō) é uma empresa ferréa privada que atua na província de Shiga. A empresa tem o nome da Província de Ōmi, o antigo nome da atual Shiga.

## Linhas ferroviárias
| Ramais                                         | Origem e destino                   | Comprimento | Estações | Ano de inauguração |
| ---------------------------------------------- | ---------------------------------- | ----------- | -------- | ------------------ |
| Linha principal (japonês : Ōmi Tetsudō Honsen) | Maibara - Kibukawa                 | 47.7 km     | 25       | 1898               |
| Linha Yokaichi (japonês : Yōkaichi sen)        | Yōkaichi - Ōmi-Hachiman            | 9.3 km      | 6        | 1913               |
| Linha Taga (japonês : Taga sen)                | Takamiya (Shiga) - Taga Taisha-mae | 2.5 km      | 2        | 1914               |
| Total                                          |                                    | 59.5 km     | 33       |                    |

## Como utilizar o trem[3]
Cada trem de Ohmi Railways é operado por um condutor.
- Entrada : Feita pelo segundo vagão do trem composto de dois vagões, ou pela parte traseira dos compostos por um só vagão.
- Senha (Seiri-ken) : Caso suba em uma das estações em que não há funcionários, pegue a senha (seiri-ken) na estação de embarque. Usuários de passes múltiplos, (chamados Kaisu-ken em japonês) também necessitam utilizar os seiri-ken, que demonstra o local de embarque.
- Saída : A saída é realizada pela frente do trem. Ao desembarcar, coloque o seu bilhete ou tarifa com Seiri-ken na caixa de coleta.

## Condições para levar a bicicleta no trem[4]
- Trechos : Omi Tetsudo Honsen (Maibara a Kibukawa) e Linha Taga (Takamiya a Taga Taisha-mae), exceto estação Hikone (Kanji : 彦根) e estação Minakuchi Ishibashi (Kanji : 水口石橋).
- Período : Todos os dias, exceto entre 29 dezembro - 7 janeiro.
- Fuso horário : Durante 9 da manhã às 4 da tarde em dias de semana. Durante todo o dia em sábados, domingos e feriados nacionais.
- Posição para trazer : O seguindo um carruagem do trem composto de duas carro. A parte traseira em trem composto de um carro.
- Número de pessoas : No caso de cinco pessoas ou mais é necessário consulta prévia.

## Frota ferroviária

### Carruagens de passageiros
- TUE série 700 : 1 trem, 2 carros

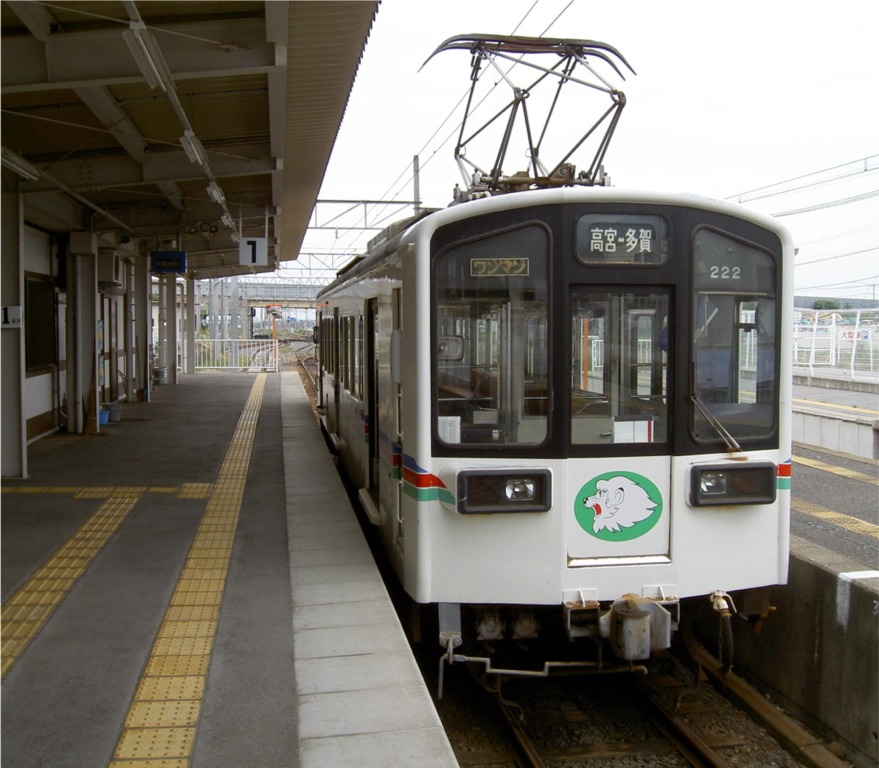
TUE simples modelo 220

- TUE série 800 e 820 : 13 trens, 26 carros
- Carro elétrico ferroviário modelo 220 : 6 carros

## O serviço de ônibus

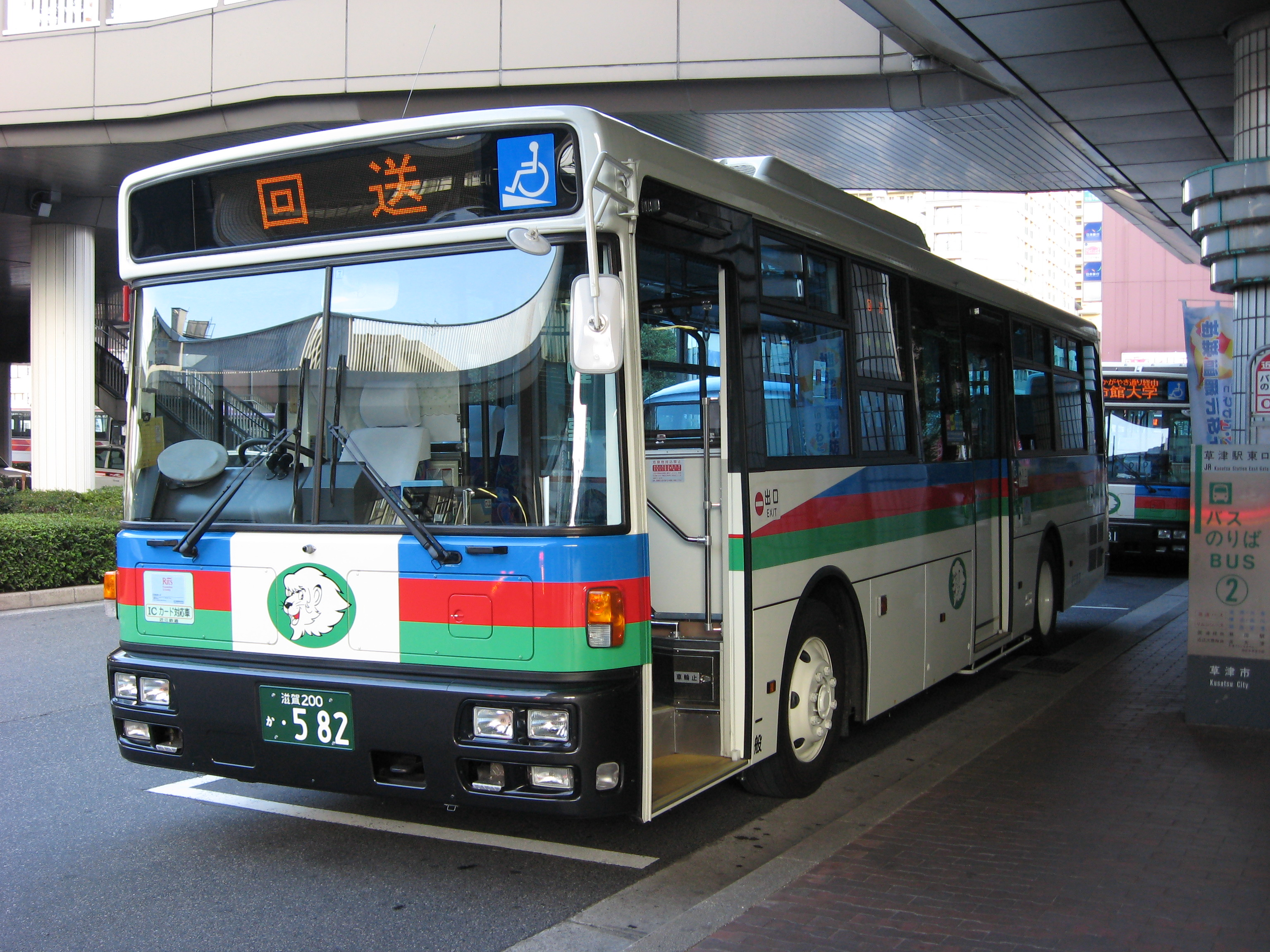
Ônibus de Ohmi Railway

### Locomotivas elétricas

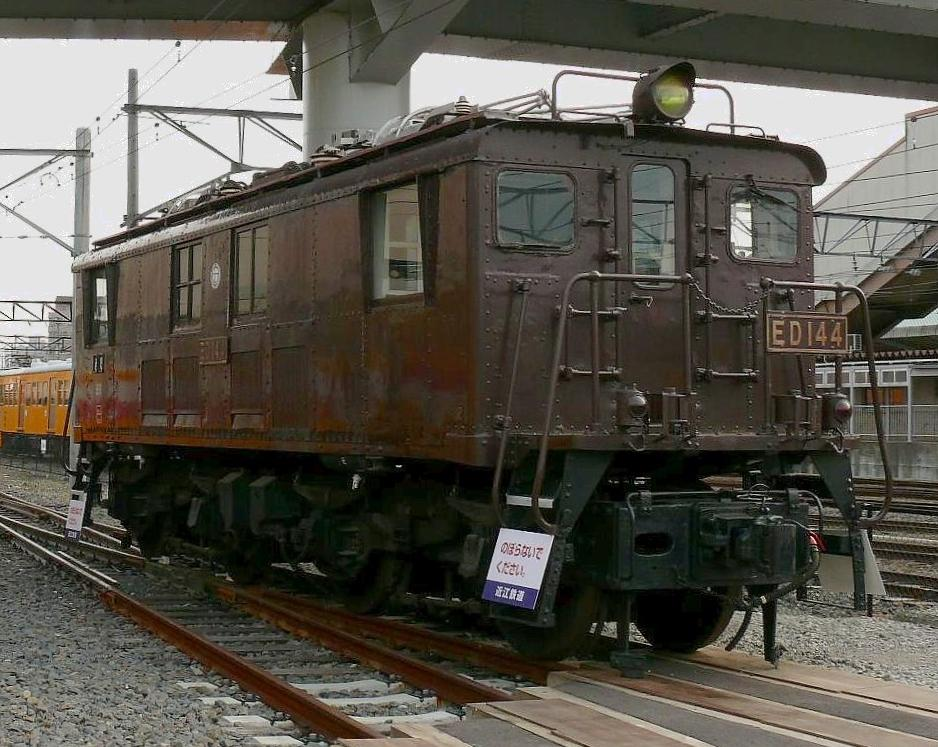
Locomotiva ED14 em depósito Hikone

| Modelo | Potência | Fabricante              | Origem | Ano de Fabricação | Adquirente Inicial           | Frota Ativa |
| ------ | -------- | ----------------------- | ------ | ----------------- | ---------------------------- | ----------- |
| ED 14  | 976 kW   | General Electric        | EUA    | 1926              | Japanese Government Railways | 2           |
| ED 31  | 340 kW   | Ishikawajima / Shibaura | Japão  | 1923              | Ina Railway                  | 2           |

## O serviço de ônibus[1]

### Ônibus
- Quilometragem por ano : 5738000 km
- Número de passageiros por ano : 7998000
- Frota : 171

(de exercício fiscal 2008)

### Ônibus fretado
- Quilometragem por ano : 7104000 km
- Número de passageiros por ano : 1275000
- Frota : 135

(de exercício fiscal 2008)

## Outros Negócios
- Auto-escola[6]

- Negócio Imobiliário[7]

- Agência de publicidade[8]

- Teleférico[9]

- Restaurante em área de estacionamento Shizugatake na rodovia Hokuriku[10]

- Creche[11]

## Referência
1. 1 2 3  Ohmi Railway Corporation. «Profil - Grupo Ohmi Railway» (em japonês). Consultado em 27 de maio de 2012
2. ↑  História, site oficial (em japonês)
3. ↑  ワンマン運転のご案内 (近江鉄道)
4. ↑  サイクルトレイン (近江鉄道) (em japonês)
5. ↑  Shitetsu Sharyo Henseihyo edição 2010, Toquio (em japonês)
6. ↑  Mano Driving School, site oficial
(em japonês)
7. ↑  Setor Imobiliário, site oficial (em japonês)
8. ↑  Setor publicidade, site oficial (em japonês)]
9. ↑  Hachiman-yama Ropeway (em japonês)
10. ↑  Shizugatake Service Area (em japonês)
11. ↑  Hohoemi-en, Hikone (em japonês)